# Paralelo notable

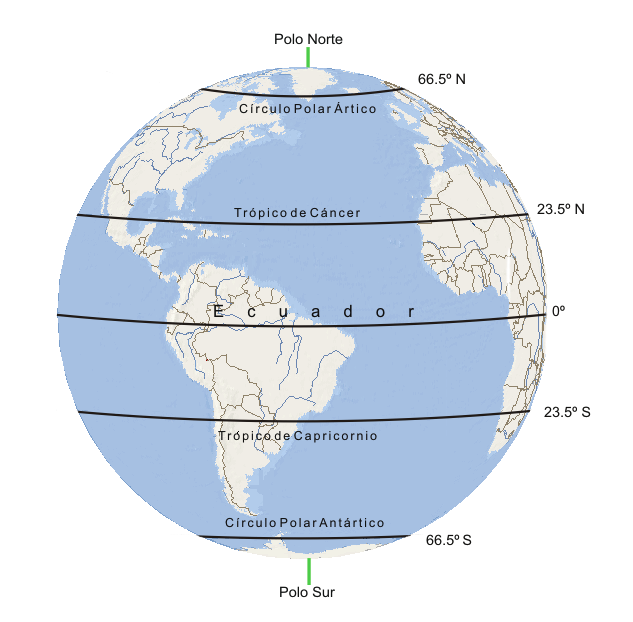
Diagrama del globo terráqueo señalando los paralelos notables (principales) y la latitud a la que se hallan.

De los innumerables paralelos terrestres, puntos que están situados a la misma distancia o latitud de la línea ecuatorial, existen cinco de ellos a los que se llama paralelos notables o paralelos principales, bien por ser únicos o bien porque se corresponden con una posición determinada de la Tierra en su órbita alrededor del Sol.

## Paralelos notables
Los paralelos notables demarcan zonas climáticas de la Tierra que se conocen como zonas geoastronómicas, y son los siguientes:
- Ecuador o línea ecuatorial: aunque propiamente dicho por definición no es un paralelo, sino la línea de referencia de todos los demás planos cuyas intersecciones con la superficie terrestre son paralelos a él, se considera como tal. Corresponde entonces al círculo máximo, perpendicular al eje de rotación terrestre y equidistante de los polos geográficos Norte y Sur. De todos los paralelos, el plano que lo incluye (llamado plano ecuatorial) es el único que pasa por el centro del planeta. El ecuador se toma como referencia u origen para expresar la latitud de un punto cualquiera de los hemisferios, por lo cual se le conoce también como paralelo cero (0º).[2]
- Trópico de Cáncer: paralelo ubicado a 23º26'22" (aproximando 23º30' o 23,5º) de latitud del hemisferio Norte. Corresponde al punto más septentrional de la Tierra a donde los rayos solares llegan perpendicularmente (está sobre el cenit de ese punto) durante su traslación anual en órbita alrededor del Sol, evento que acaece durante el solsticio de verano de este hemisferio, es decir, aproximadamente el 22 de junio de cada año. Recibe ese nombre pues en esa fecha se considera que el Sol, visto por un observador terrestre, comienza su paso por la constelación de Cáncer.[3]
- Trópico de Capricornio: paralelo ubicado a 23º26'22" (aproximando 23º30' o 23,5º) de latitud del hemisferio Sur. Corresponde al punto más meridional de la Tierra a donde los rayos del Sol llegan perpendicularmente (está sobre el cenit de ese punto) durante la translación anual en órbita alrededor del Sol, evento que acontece durante el solsticio de verano de este hemisferio, es decir, aproximadamente el 22 de diciembre de cada año. Recibe ese nombre pues en esa fecha se considera que el Sol, visto por un observador terrestre, comienza su paso por la constelación de Capricornio.[4]
- Círculo polar ártico: paralelo ubicado a 66º33'38" (aproximando 66º30' o 66,5º) de latitud Norte. Corresponde al punto más austral del hemisferio Norte de la Tierra a donde no llegan los rayos solares durante la translación anual del planeta en órbita alrededor del Sol, suceso que se presenta en el solsticio de invierno de este hemisferio, aproximadamente el 22 de diciembre de cada año.[5]
- Círculo polar antártico: paralelo ubicado a 66º33'38" (aproximando 66º30' o 66,5º) de latitud del hemisferio Sur. Corresponde al punto más boreal del hemisferio sur de la Tierra a donde no llegan los rayos solares durante la translación anual del planeta en órbita alrededor del Sol, evento que se presenta en el solsticio de invierno de este hemisferio, aproximadamente el 22 de junio de cada año.[6]